# Theophilus Howard
Theophilus Howard KG (ur. 13 sierpnia 1584 w Saffron Walden, zm. 3 czerwca 1640 w Suffolk House w Londynie) – angielski arystokrata, syn Thomasa Howarda, 1. hrabiego Suffolk, i Catherine Knyvet, córki sir Henry’ego Knyveta of Charlton.
W latach 1607–1639 był lordem namiestnikiem Cumberlandu, Westmorlandu i Northumberlandu. W latach 1616–1635 był kapitanem Gentlemen-at-Arms. Przed 1621 r. został Custos Rotulorum hrabstwa Dorset. Od 1624 r. był Custos Rotulorum hrabstw Suffolk i Essex, a od 1626 r. lordem namiestnikiem Suffolk, Cambridgeshire i Dorset. Po śmierci ojca w 1626 r. został 2. hrabią Suffolk i zasiadł w Izbie Lordów. W 1627 r. otrzymał Order Podwiązki. 1628 r. został lordem strażnikiem Pięciu Portów.
W marcu 1612 r. poślubił Elizabeth Home (ok. 1602 – 19 sierpnia 1633), córkę George’a Home’a, 1. hrabiego Dunbar, i Elizabeth Gordon, córki Alexandra Gordona of Gight. Theophilus i Elizabeth mieli razem pięciu synów i pięć córek:
- James Howard (ok. 1622 – 7 stycznia 1688), 3. hrabia Suffolk
- Thomas Howard
- Margaret Howard (11 lutego 1622/1623 – sierpień 1689), żona Rogera Boyle’a, 1. hrabiego Orrery, miała dzieci
- Catherine Howard (ok. 1624 – 1650), żona George’a Stewarta, 9. seniora d’Aubigny, i Jamesa Livingstone’a, 1. hrabiego Newburgh, miała dzieci z pierwszego małżeństwa (m.in. 3. księcia Richmond), a jej wnuczka poślubiła 3. hrabiego Clarendon
- George Howard (1625 – 21 kwietnia 1691), 4. hrabia Suffolk
- Henry Howard (18 lipca 1627 – 10 grudnia 1709), 5. hrabia Suffolk
- Elizabeth Howard (ok. 1629 – 11 marca 1705), żona Algernona Percy’ego, 10. hrabiego Northumberland, miała dzieci
- Frances Howard (zm. październik 1677), żona sir Edwarda Villiersa, miała dzieci
  - Henrietta Villiers (zm. 1 lutego 1720), żona Johna Campbella, 2. hrabiego Breadalbane i Holland, miała dzieci
  - Barbara Villiers (ok. 1655 – 19 września 1708), żona Jamesa Berkeleya, 4. wicehrabiego Fitzhardinge of Berkeley, miała dzieci, jej córka poślubiła 1. wicehrabiego Chetwynd
  - Edward Villiers (1656 – 25 sierpnia 1711), 1. hrabia Jersey
  - Anne Villiers (ok. 1663 – 30 listopada 1688), żona Williama Bentincka, 1. hrabiego Portland, miała dzieci
  - Katherine Villiers (przed 1675), żona Louisa Jamesa de Vasseur, markiza de Puissar, i Williama Villiersa, nie miała dzieci
  - Elizabeth Villiers (ur. przed 1677 – 19 kwietnia 1733), żona George’a Hamiltona, 1. hrabiego Orkney, miała dzieci
  - Henry Villiers (przed 1677 – 18 sierpnia 1707)
  - Mary Villiers (przed 1677 – 17 kwietnia 1753), żona Williama O’Briena, 3. hrabiego Inchiquin, miała dzieci, jej potomkami byli 1. markiz Thomond i 1. książę Leinster
- Anne Howard
- Robert Howard, ożenił się z Catherine Neville, nie miał dzieci